# Preston Manning

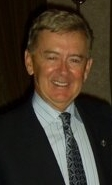
Preston Manning

Ernest Preston Manning, CC (* 10. Juni 1942 in Edmonton, Alberta, Kanada) ist ein kanadischer Politiker.

## Biografie
Preston Manning ist der Sohn des langjährigen Premierministers von Alberta und Senators für Alberta Ernest Manning.
Nach dem Schulbesuch studierte er Wirtschaftswissenschaften an der University of Alberta und schloss dieses Studium 1964 mit einem Bachelor of Arts (B.A. Economics) ab.
Als Populist und evangelikaler christlicher Fundamentalist hielt er Predigten im Radio. Als Vertreter der Social Credit Party of Canada kandidierte er bei der kanadischen Unterhauswahl 1965 erfolglos erstmals für ein Mandat.
Er kehrte erst ins politische Leben zurück als im Mai 1987 die Delegierten der Reform Association of Canada sich zur Gründung einer neuen Partei auf Bundesebene entschieden und am 31. Oktober 1987 in Winnipeg die Reformpartei Kanadas gründeten. Manning wurde daraufhin als einer der Schlüsselfiguren der Gründung neben Stanley Waters zum Vorsitzenden der Partei gewählt. Die Partei erwuchs aus dem weitverbreiteten Gefühl der Entfremdung in den westlichen Provinzen und mit dem Ziel die Vertretung der Interessen von Westkanada durch die Entsendung von Abgeordneten in das Unterhaus in Ottawa zu verbessern. Mit dem Slogan „The West Wants In“ (Der Westen will hinein) strebte die Partei nach wirtschaftlicher und politischer Gleichheit für den Westen Kanadas. Bei der Unterhauswahl 1988 erreichte die Reformpartei zwar auf Anhieb 2,09 Prozent, verfehlte aber ein Mandat im Unterhaus.
Aus diesem Grund änderte die Partei ihre Zielrichtung 1991 auf die Organisation einer gesamtkanadischen Partei und trat mit dem Slogan „Building a New Canada“ für eine gleichberechtigte Position aller Provinzen und Territorien Kanadas. Bei der darauf folgenden Unterhauswahl 1993 erreichte die Reformpartei bereits 18,69 Prozent der Wählerstimmen sowie 52 Sitze. Manning selbst wurde als Vertreter des Wahlkreises Calgary Southwest ebenfalls zum Abgeordneten des Unterhauses gewählt.
Bei der Unterhauswahl 1997 konnte die Partei ihr Ergebnis noch einmal steigern und zog mit 19,35 Prozent der Stimmen und 60 Abgeordneten ins Unterhaus ein. Innerhalb von nur zehn Jahren wurde damit aus der kleinen westlichen Randpartei eine starke Gruppierung und Manning damit zum Führer der Opposition. Trotz der Enttäuschung, dass keine Kandidaten der Partei außerhalb der westlichen Provinzen gewählt wurden, erwartete die Partei dennoch ein stärkeres Gewicht Westkanadas bei der Bundesregierung.
Im Januar 2000 beschloss die Partei ihre Selbstauflösung. Nach der Auflösung erfolgte am 27. März die Neugründung der Partei als Kanadische Allianz, deren Vorsitzende zunächst Deborah Grey und dann Stockwell Day wurden.
2002 verzichtete Manning auf sein Mandat im Unterhaus und zog sich aus der Politik zurück. Für seine politischen Verdienste wurde er zum Companion des Order of Canada ernannt.